# Oed (Eurasburg)

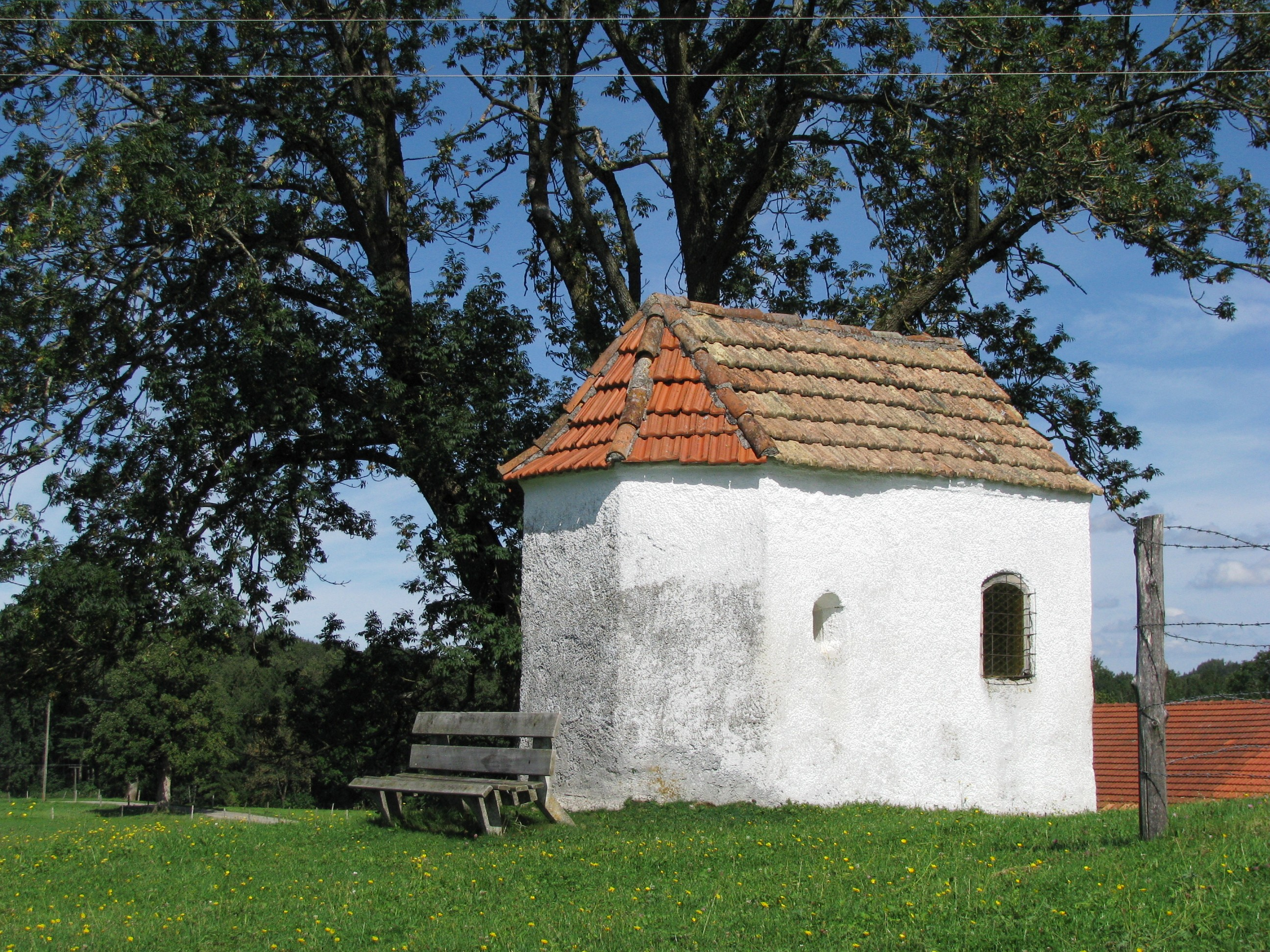
Feldkapelle in Oed

Oed ist ein Ortsteil der oberbayerischen Gemeinde Eurasburg im Landkreis Bad Tölz-Wolfratshausen. Die Einöde liegt circa fünf Kilometer südlich von Eurasburg.

## Baudenkmäler
Siehe auch: Liste der Baudenkmäler in Oed
- Feldkapelle, erbaut in der ersten Hälfte des 19. Jahrhunderts